# Mouten

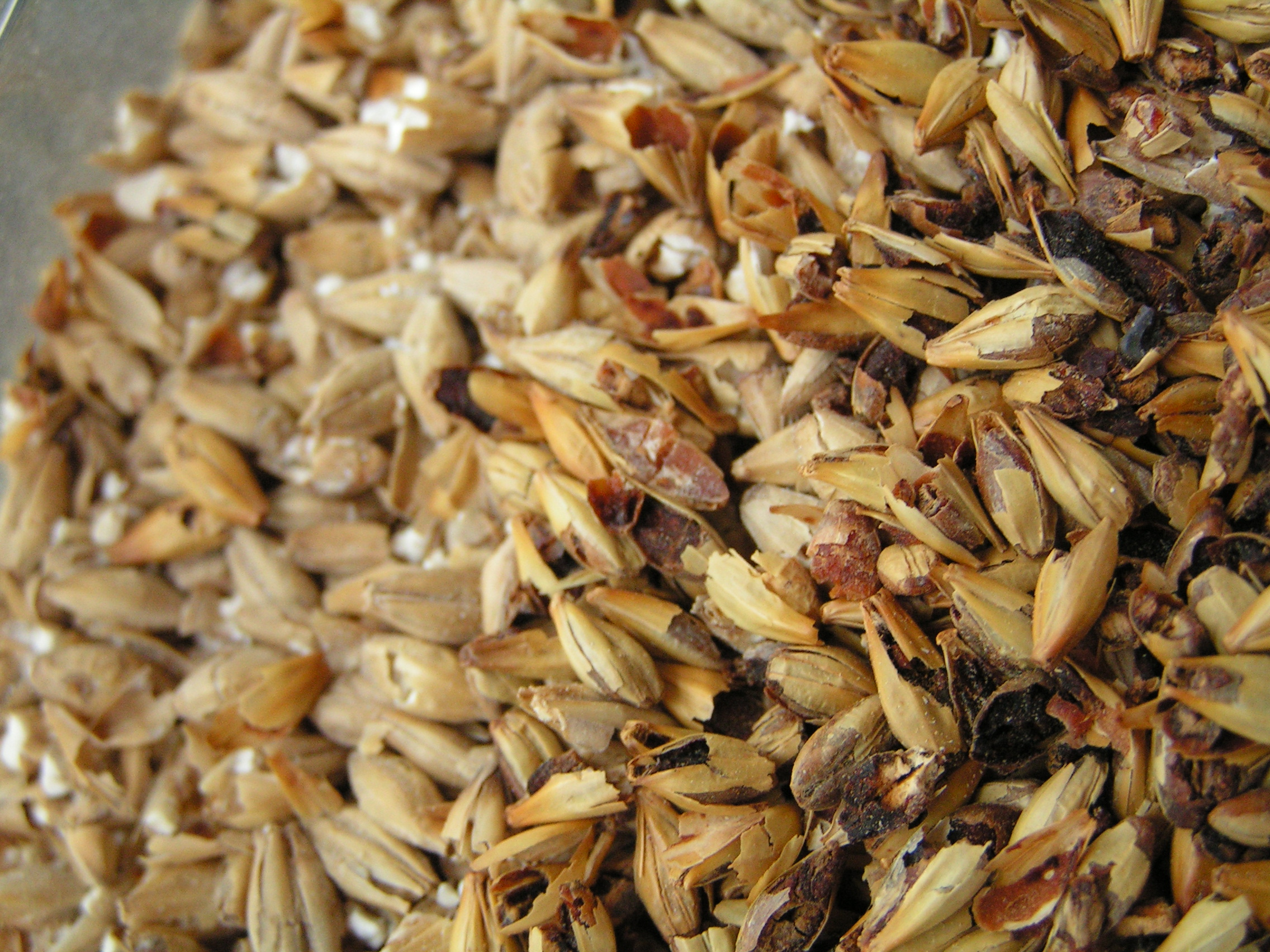
Kristalmout gemaakt van gerst

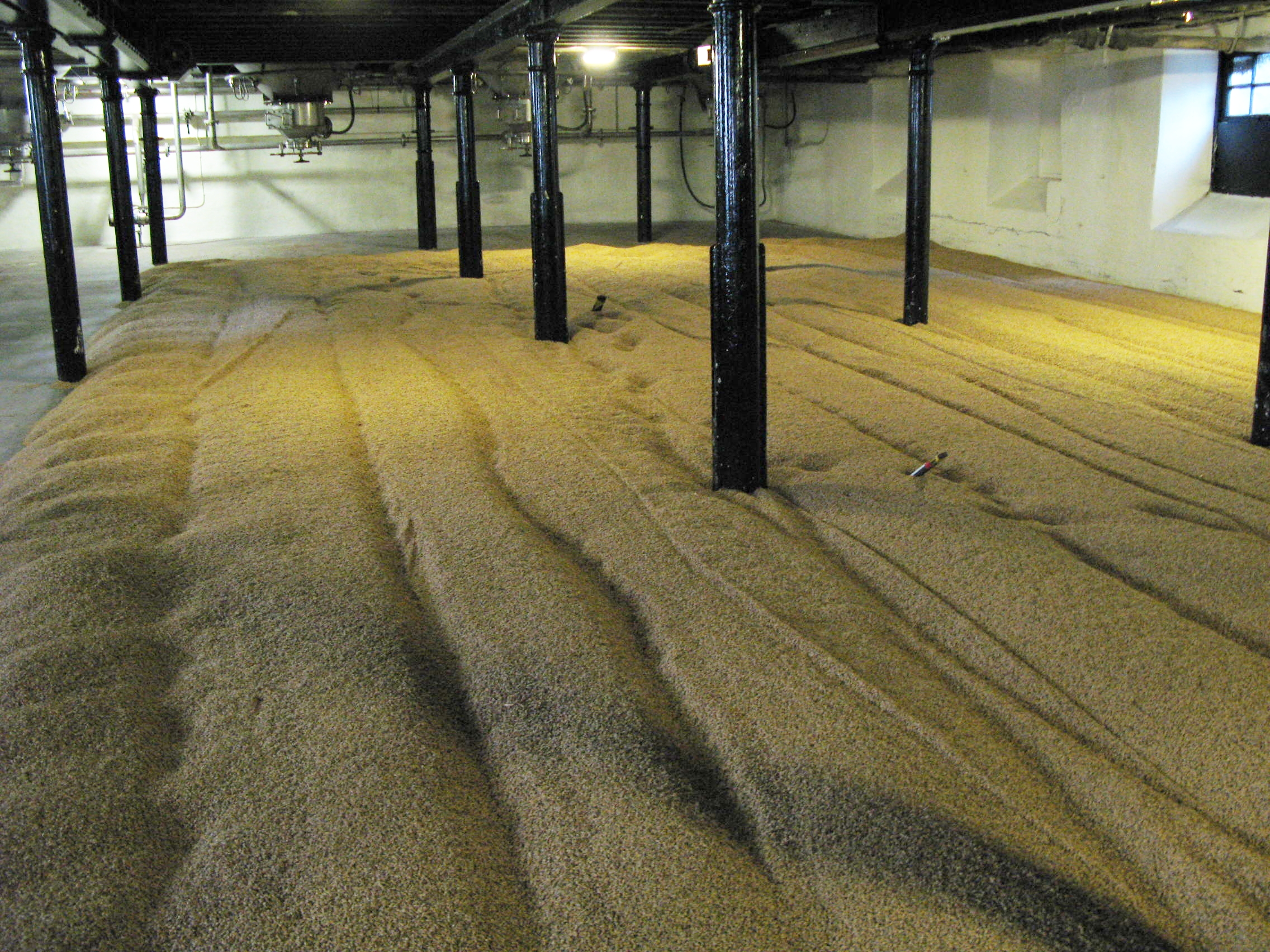
Een moutvloer in de Highland Park mouterij op de Orkney-eilanden

Mouten is het proces waarbij van een graansoort mout wordt gemaakt. De graansoort is doorgaans gerst. Mouten wordt gedaan in een mouterij. 
Het mouten bestaat uit vier stappen:
- Het reinigen en sorteren van het graan. Hierbij worden stof, kaf, andere granen en onkruidzaden verwijderd met een wanmolen en een trijzel.
- Het weken van het graan. Hierbij wordt het met periodes onder water gezet zodat het vochtgehalte stijgt van 12 à 16 procent tot ongeveer 45 procent, koolzuur uit het graan ontsnapt en het graan wordt belucht. Dit duurt 24 tot 48 uur. Door deze bewerkingen ontstaat kiemgoed. Omdat de gerst moet ademen, kan deze niet simpelweg onder water worden gezet. Het weken gebeurt dus meestal door het geregeld natsproeien van de gerst.
- Het kiemen van het graan. Dit proces duurt ongeveer 6 dagen en kan op verschillende manieren plaatsvinden. Volgens de traditionele methode wordt het vochtige kiemgoed in lagen van 20 tot 100 cm dik opengespreid, regelmatig gekeerd en indien nodig bevochtigd. Ook worden temperatuur en de toevoer van zuurstof op peil gehouden om de vorming van enzymen te bevorderen. Deze enzymen zetten het zetmeel in de kiem om in vergistbare suikers. Het kiemen wordt gestopt als de gewenste verhouding tussen enzymen en zetmeel is bereikt, afhankelijk van de verdere verwerking van het mout. Het eindproduct heet groenmout. Groenmout kan onmiddellijk in een stokerij worden gebruikt.
- Eesten (drogen) van het groenmout. Hierbij wordt het vochtgehalte van het groenmout verlaagd tot zo'n 4 % waardoor het kiemproces wordt stilgelegd en schimmelaantasting wordt vermeden.

Mout kan donkerder gemaakt worden door het op hogere temperatuur te drogen. Door de mout te roosteren kan de smaak verder worden beïnvloed. 
Het mout wordt uiteindelijk vermalen tot moutschroot. Vroeger gebeurde dat op een door de wind aangedreven moutmolen.